# Trifling Women
Trifling Women é um filme de drama romântico produzido nos Estados Unidos, dirigido por Rex Ingram e lançado em 1922.

## Elenco
- Barbara La Marr como Jacqueline de Séverac / Zareda
- Ramón Novarro como Henri / Ivan de Maupin
- Pomeroy Cannon como Léon de Séverac
- Edward Connelly como Barão François de Maupin
- Lewis Stone como o Marquês Ferroni
- Hughie Mack como Père Alphonse Bidondeau
- Eugene Pouyet como Coronel Roybet
- John George como Achmet
- Jess Weldon como César
- Bynunsky Hyman como Hassan

## Status de Preservação
O Filme atualmente é considerado Perdido.

## Produção
O filme é um remake do filme Black Orchids de 1917, também dirigido por Rex Ingram. Naquela época, o estúdio achou o filme muito erótico e não incentivou seu lançamento. Portanto, Ingram refez o filme em 1922, tornando-o "duas vezes mais erótico".
Trifling Women estrelou Barbara La Marr e Ramón Novarro, que foram recolocados em O Prisioneiro de Zenda (1922), um filme de grande sucesso que foi lançado recentemente. O reencontro fez com que o público suspeitasse que eles eram um casal, mas foi posteriormente revelado que eles não eram mais do que amigos íntimos.

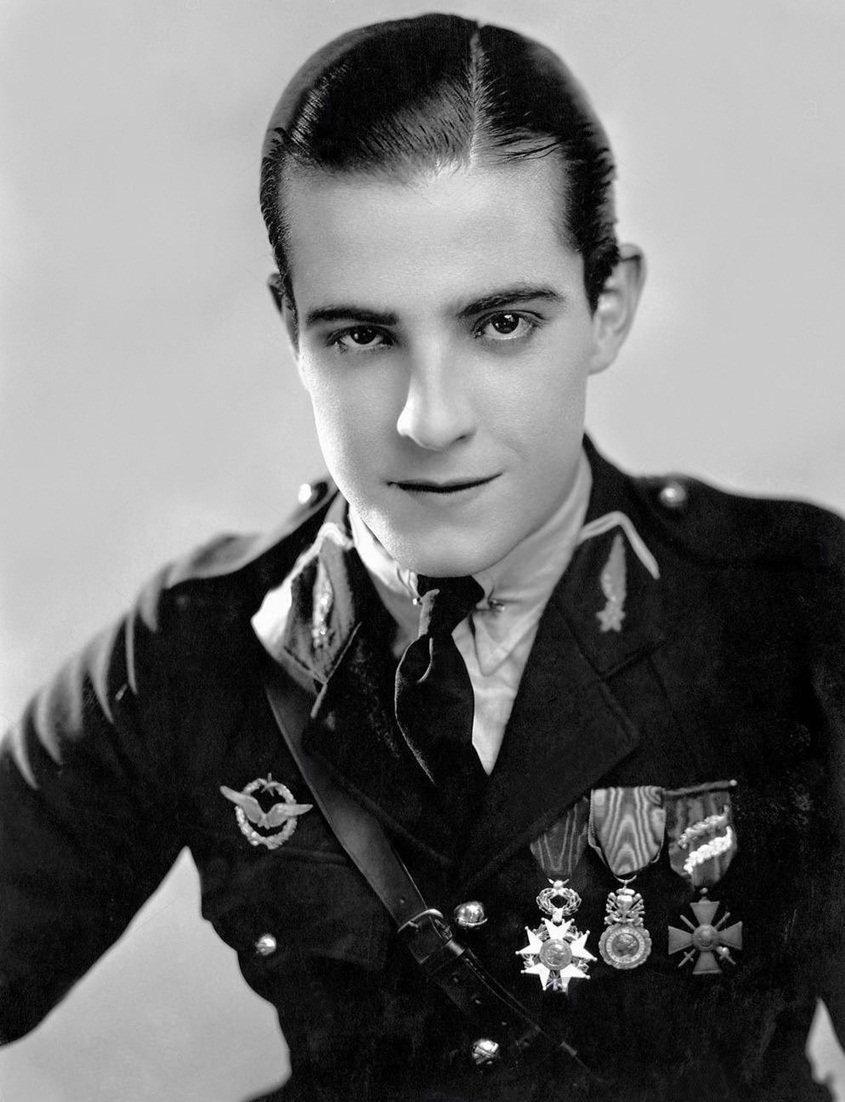
Ramon Novarro em Trifling Women.

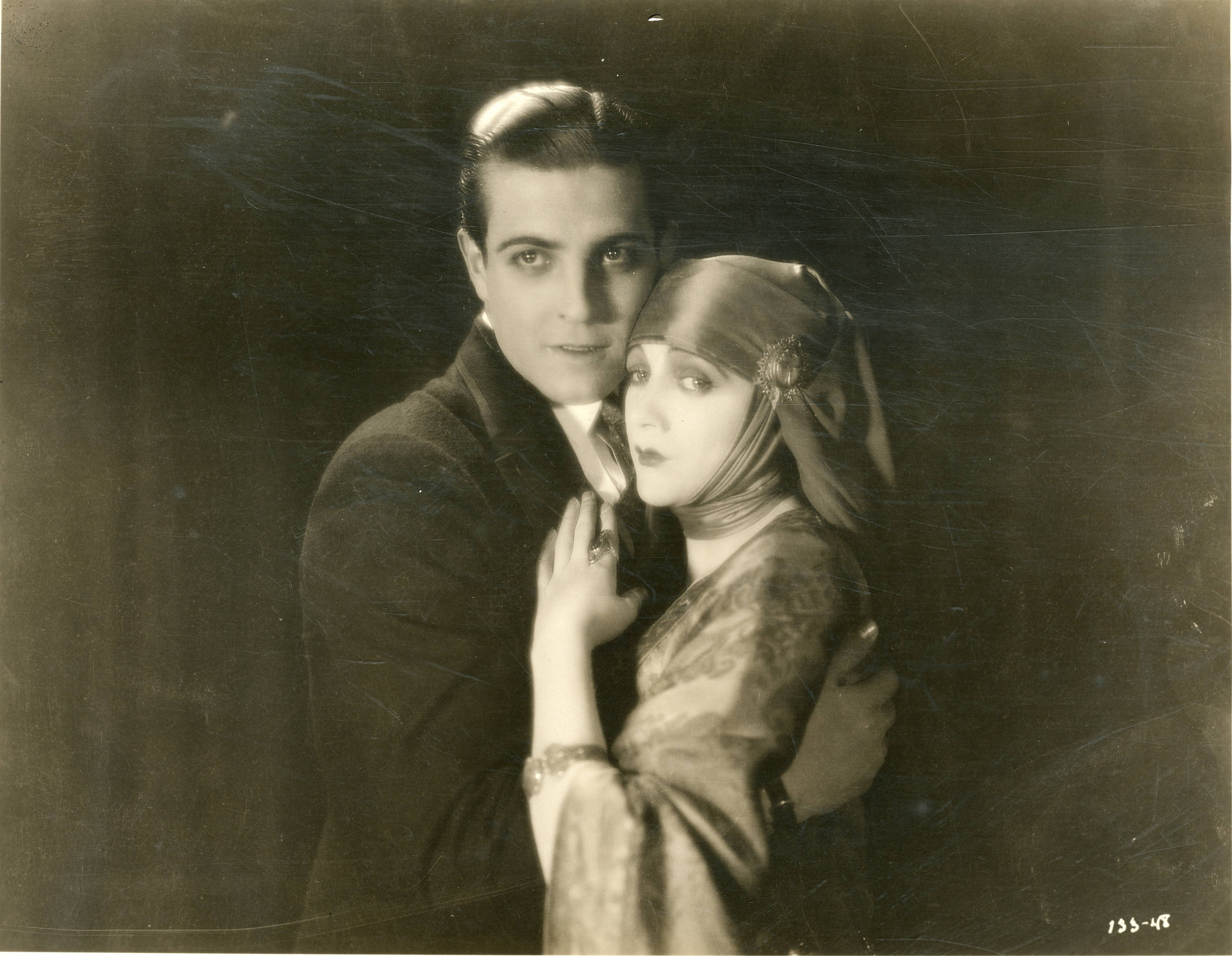
Imagem do filme americano Trifling Women (1922).

O papel que La Marr desempenhou foi escrito especialmente para a atriz. Pouco antes do lançamento do filme, o nome de Novarro, que era Ramon Samaniegos, foi alterado para 'Novarro'.